# 509 هـ
509 هـ هي سنة في التقويم الهجري امتدت مقابلةً في التقويم الميلادي بين سنتي 1115 و1116.

## مواليد
- أبو جعفر الصيدلاني
- سيف الدين غازي
- أبو مدين التلمساني

## وفيات
- ابن الهبارية